# Фишер, Мурилу
Мурилу Антониу Фишер (порт. Murilo Antonio Fischer; род. 16 июня 1979) — бразильский профессиональный шоссейный велогонщик, выступающий за команду FDJ.

## Карьера
Перед приходом в шоссейным велоспорт Фишер серьезно занимался маунтинбайком, но с 1997 по 2003 год выступал в составе различных бразильских любительских команд, где зарекомендовал себя в качестве неплохого спринтера. В 2003 году стал чемпионом мира категории "В" в групповой гонке.
В 2004 году он выступал в составе итальянской команды Domina Vacanze и его наилучшим результатом стало второе место на одном из этапов Тура Швейцарии. 2005 год вышел самым урожайным в карьере бразильского спринтера — он одержал 8 побед, что принесло ему итоговую победу в Европейском туре UCI. На Чемпионате мира в Мадриде Фишер оказался в непосредственной близости от призового подиума в групповой гонке, но остался 5-м.
В 2007 году бразилец подписал контракт с итальянской командой Liquigas и стал первым бразильцем, который полностью проехал Тур де Франс, на котором он замкнул первую сотню участников. В том же году Фишер выиграл этап на Туре Польши, став вторым бразильцем (после Лусиано Пальярини), который смог победить на гонке мирового тура.
Спустя год Фишер вновь стартовал на французском Туре, который он завершил 73-м, а на пекинской Олимпиаде в групповой гонке он стал 19-м.
В 2010 году Фишер перешёл в состав американской команды Garmin-Transitions, в которой он должен был стать главным спринтерским помощником для американского спринтера Тайлера Фаррара. В этой команде бразилец полностью проехал Джиро, став первым бразильцем, который завершил две разные супермногодневки в своей карьере. Спустя месяц после Джиро он выиграл чемпионат Бразилии в групповой гонке, которая проходила в Сан-Пауло. Год спустя бразилец смог защитить своё звание чемпиона страны.
С 2013 году Фишер выступает в составе французской команды FDJ, где ему уготована роль помощника ещё одного спринтера — Насера Буханни. В составе этой команды он в один год проехал Джиро и Тур, которые он закончил на 147 и 133 местах соответственно.